# Las, qu'i non sun sparvir, astur
Las, qu'i non sun sparvir, astur ("Ahi, non esser sparviero o astore!") è l'incipit di una cobla (poesia costituita di una sola stanza)  di autore anonimo, scritta in antico occitano. Scoperta ai margini di un manoscritto dell'XI secolo nella British Library, è possibile che sia stata aggiunta verso la fine di questo secolo, certamente da uno scriba germanico. Viene pubblicata per la prima volta nel 1984 e tradotta in francese e in inglese. 
Nella poesia l'amante esprime il desiderio erotico e la nostalgia per la sua soddisfazione immaginando di essere uno sparviero o un astore, uccello da preda più pregiato, sì da poter volare fino a lei. Nel medioevo,  il valore di uno sparviero era proporzionale alla sua somiglianza all'astore, per quanto riguarda le dimensioni, forza e bellezza. Il simbolismo dell'amante maschio come uccello da preda ricorre nella lirica trobadorica e nel  Minnesang del medioevo germanico, iniziato un secolo dopo. L'opposizione di gioia (joi) e dolore (dolor) diventerà un punto di forza dei trovatori. 